# NGC 3764
NGC 3764 ist eine Spiralgalaxie vom Hubble-Typ Sa im Sternbild Löwe nördlich der Ekliptik. Sie ist schätzungsweise 146 Millionen Lichtjahre von der Milchstraße entfernt und hat einen Durchmesser von etwa 40.000 Lichtjahren.
Im selben Himmelsareal befinden sich u. a. die Galaxien NGC 3768, NGC 3790, NGC 3801, NGC 3803.
Das Objekt wurde am 20. April 1862 von dem deutsch-dänischen Astronomen Heinrich d’Arrest entdeckt.